# Pluchea grevei
Pluchea grevei là một loài thực vật có hoa trong họ Cúc. Loài này được (Baill.) Humbert miêu tả khoa học đầu tiên năm 1923.